# جانور (فیلم ۲۰۲۳)
هیولا (به انگلیسی: The Beast) و جانور (به فرانسوی: La Bête) فیلمی محصول سال ۲۰۲۳ و به کارگردانی برتران بونلو است. در این فیلم بازیگرانی همچون لئا سیدو، جرج مکای، گوسلاژی مالاندا، داشا نکراسووا، الینا لوونسن، ژولیا فور، زاویه دولان و برتران بونلو ایفای نقش کرده‌اند.